# Asociación Deportiva Alajuela Junior
Para el equipo de fútbol Alajuela Junior de 1932, véase Club Deportivo Alajuela Junior
La Asociación Deportiva Alajuela Junior fue un equipo de fútbol de Costa Rica, con sede en la ciudad de Alajuela. Fue fundado en 1932. Este equipo tuvo el mérito de ser subcampeón nacional de Primera División en 1934 y 1935, se les conocía como los canarios por su uniforme amarillo y blanco.

## Historia
Comenzaba la década de 1930 y en Alajuela había una tercera categoría integrada por un grupo de jóvenes. El padrino del equipo era el doctor Jorge Ruiz quien les suministraba los implementos deportivos para que pudieran jugar.
Ese equipo con el nombre de Alajuelense, ganó el campeonato nacional de tercera división en 1931. Como el club manudo viajó a México, el doctor Ruiz hizo gestiones para que aquella tercera fuera aceptada en la Liga Mayor. Y para probar el potencial del equipo se realizó un juego contra la segunda división del Club Sport La Libertad, a la cual derrotaron 3 por 2. A consecuencia de este partido los entonces directivos de La Liga cesaron al doctor Ruiz del equipo. Pero los jugadores por agradecimiento decidieron hacer un club aparte y así fue como nació el Deportivo Alajuela Junior, el 11 de abril de 1932.
En el 2012 L.D. Alajuelense llega un acuerdo con los propietarios de la franquicia Finca Austria, para operar el equipo para el Torneo de Apertura 2012, con el fin desarrollar y darle más roce a sus jugadores del alto rendimiento.

Para el año 2015 tuvieron que devolver la franquicia a sus propietarios originales, debido a problemas económicos y legales.

## Estadio
El Estadio de Liga Deportiva Alajuelense lleva el nombre de Alejandro Morera Soto, bautizado así en 1961 en reconocimiento a su gran trayectoria no sólo en el terreno de juego sino también fuera de ella. Su corazón está enterrado en la Gradería Este.
El estadio, propiedad del Club, está localizado en el Llano de Alajuela. El proyecto de contar con el propio estadio se gestó en 1938; en 1940 se adquirieron los terrenos y dos años después el equipo rojinegro jugó el primer partido en su nueva cancha.

## Palmarés

### Torneos nacionales
- Tercera División de Costa Rica (1): 1931
- Liga Mayor de Fútbol de Costa Rica (1): 1932
- Subcampeón de la Liga Nacional de Fútbol (2): 1934 1935